# موصل (فیلم اکشن ۲۰۱۹)
موصل (به انگلیسی: Mosul) یک فیلم اکشن و جنگی آمریکایی به زبان عربی که در سال ۲۰۱۹ منتشر شد، به نویسندگی و کارگردانی ماتیو مایکل کارنهان. این فیلم بر اساس نبرد موصل (۲۰۱۶–۲۰۱۷) است که در آن نیروهای دولت عراق و متحدان ائتلاف داعش را که از ژوئن ۲۰۱۴ کنترل این شهر را در دست داشتند، شکست دادند.
این فیلم برای اولین بار در جشنواره فیلم ونیز ۲۰۱۹ به نمایش درآمد و در ۲۶ نوامبر ۲۰۲۰ از طریق نتفلیکس منتشر شد.

## داستان
داعش بین سال‌های ۲۰۱۴ تا ۲۰۱۷ شهر موصل عراق را اشغال کرد. در آن سال‌ها، تنها گروهی که به طور مداوم با اشغالگران می‌جنگید، واحدSWAT استان نینوا بود که از مردان محلی تشکیل شده بود که یا زخمی شده بودند یا یکی از اعضای خانواده آنها توسط داعش کشته شده بود. موصل کارناهان یک ادای احترام به این جنگجویان است.

## بازخوردها
در راتن تومیتوز، این فیلم بر اساس ۳۲ نقد، با میانگین امتیاز ۷٫۳ از ۱۰، دارای ۸۴ درصد محبوبیت دارد. اجماع منتقدان این سایت می‌گوید: «موصل با چشم‌اندازی تازه برای متعادل کردن خشونت‌های آشنای جنگ خاورمیانه، اهداف خود را با قدرت مورد اصابت قرار می‌دهد». در متاکریتیک، این فیلم بر اساس ۵ منتقد، میانگین وزنی ۷۱ از ۱۰۰ را دارد که نشان‌دهنده «بررسی‌های عموماً مطلوب» است.